# 巴雷格昌河
巴雷格昌河是俄羅斯的河流，由馬加丹州負責管轄，屬於科雷馬河的右支流，河道全長400公里，流域面積17,600平方公里，河水主要來自雨水，每年十月至翌年五月結冰。